# FC Melsbroek
FC Melsbroek is een Belgische voetbalclub uit Melsbroek in de Vlaams-Brabantse gemeente Steenokkerzeel. De in 1953 opgerichte club is aangesloten bij de KBVB met stamnummer 5659 en heeft donkergroen en wit als kleuren. De club werkt haar thuiswedstrijden af op de terreinen van het complex Wylder en komt, na 3 opeenvolgende degradaties, uit in Vierde Provinciale van Brabant VV.

## Resultaten
Onderstaande tabel bevat de resultaten vanaf het seizoen 2004/05.
| Seizoen | Klasse | Klasse | Klasse | Klasse | Klasse | Klasse | Klasse | Klasse | Klasse | Reeks                                                    | Punten                                                   | Opmerkingen                                              |
|         | I      | I      | II     | III    | IV     | P.I    | P.II   | P.III  | P.IV   |                                                          |                                                          |                                                          |
| ------- | ------ | ------ | ------ | ------ | ------ | ------ | ------ | ------ | ------ | -------------------------------------------------------- | -------------------------------------------------------- | -------------------------------------------------------- |
| 2004/05 |        |        |        |        |        |        |        | 3      |        | 3e Prov. E Brab.                                         | 58                                                       |                                                          |
| 2005/06 |        |        |        |        |        |        |        | 8      |        | 3e Prov. E Brab.                                         | 45                                                       |                                                          |
| 2006/07 |        |        |        |        |        |        |        | 9      |        | 3e Prov. F Brab.                                         | 37                                                       |                                                          |
| 2007/08 |        |        |        |        |        |        |        | 7      |        | 3e Prov. E Brab.                                         | 48                                                       |                                                          |
| 2008/09 |        |        |        |        |        |        |        | 11     |        | 3e Prov. E Brab.                                         | 40                                                       |                                                          |
| 2009/10 |        |        |        |        |        |        |        | 4      |        | 3e Prov. E Brab.                                         | 54                                                       |                                                          |
| 2010/11 |        |        |        |        |        |        |        | 4      |        | 3e Prov. E Brab.                                         | 50                                                       |                                                          |
| 2011/12 |        |        |        |        |        |        |        | 2      |        | 3e Prov. E Brab.                                         | 65                                                       |                                                          |
| 2012/13 |        |        |        |        |        |        |        | 2      |        | 3e Prov. E Brab.                                         | 67                                                       | Promotie                                                 |
| 2013/14 |        |        |        |        |        |        | 10     |        |        | 2e Prov. A Brab.                                         | 40                                                       |                                                          |
| 2014/15 |        |        |        |        |        |        | 12     |        |        | 2e Prov. A Brab.                                         | 36                                                       |                                                          |
| 2015/16 |        |        |        |        |        |        | 7      |        |        | 2e Prov. A Brab.                                         | 45                                                       |                                                          |
|         | 1A     | 1B     | 1Nat   | 2Afd   | 3Afd   | P.I    | P.II   | P.III  | P.IV   | Vanaf 2016-17 zijn er 3 nationale en 2 regionale niveaus | Vanaf 2016-17 zijn er 3 nationale en 2 regionale niveaus | Vanaf 2016-17 zijn er 3 nationale en 2 regionale niveaus |
| 2016/17 |        |        |        |        |        |        | 1      |        |        | 2e Prov. B Brab.                                         | 74                                                       | Kampioen                                                 |
| 2017/18 |        |        |        |        |        | 5      |        |        |        | 1e Prov. Brab.                                           | 49                                                       |                                                          |
| 2018/19 |        |        |        |        |        | 5      |        |        |        | 1e Prov. Brab.                                           | 49                                                       |                                                          |
| 2019/20 |        |        |        |        |        | 11     |        |        |        | 1e Prov. Brab.                                           | 30                                                       | Seizoen na speeldag 24 stopgezet door coronapandemie     |
| 2020/21 |        |        |        |        |        | –      |        |        |        | 1e Prov. Brab.                                           | –                                                        | Seizoen na speeldag 5 stopgezet door coronapandemie      |
| 2021/22 |        |        |        |        |        | 5      |        |        |        | 1e Prov. Brab.                                           | 47                                                       |                                                          |
| 2022/23 |        |        |        |        |        | 16     |        |        |        | 1e Prov. Brab.                                           | 27                                                       | Degradatie                                               |
| 2023/24 |        |        |        |        |        |        | 16     |        |        | 2e Prov. B Brab.                                         | 4                                                        | Degradatie                                               |
| 2024/25 |        |        |        |        |        |        |        | 16     |        | 3e Prov. B Brab.                                         | 17                                                       | Degradatie                                               |
| 2025/26 |        |        |        |        |        |        |        |        |        | 4de Prov. Brab. D                                        |                                                          |                                                          |